# Lestes sponsa
El caballito del diablo esmeralda (Lestes sponsa) es una especie de odonato zigóptero de la familia Lestidae de tamaño mediano, con el cuerpo esbelto y las patas finas. Ambos sexos tienen la cabeza alargada transversalmente y los ojos separados. Ambos pares de alas tienen forma y venación similares, y son transparentes, con estigma grande. Se distribuyen por el paleártico templado de Eurasia.